# Магуе (область)
Магуе (бірм. မကွေးတိုင်းဒေသကြီး, Магуе, Магвіт) — адміністративна область в центральній М'янмі. Розташована між 18° 50' і 22° 47' пн.ш. і між 93° 47' і 95° 55' східної довготи З півночі межує з областю Сікайн, на сході — з областю Мандалай, на півдні з областю Пегу, а на заході зі штатами Ракхайн і Чин.

## Історія
В окрузі знайдені залишки кісток ранніх приматів вік яких більше 40 мільйонів років.
Було розкопанк стародавнє місто Таундвінджи віком 2000 років.
У цьому окрузі знаходиться знаменита пагода М'я Тан Лван в місті Магуе.

## Демографія
Населення округу складає 5 379 497 осіб, 95% з них — бірманці; чини, араканці, шани, карени представлені невеликими групами. Щільність населення — 120,02 чол./км². 98% населення — буддисти.

## Адміністративний поділ
Область розділено на п'ять округів: Магве, Мінбу, Таємьо, Пакхоуку, Ганго, 25 міст, 1696 селищ. Адміністративний центр — місто Магуе. Інші великі міста — Пакхоуку, Чау, Мінбу, Таундуінджи.

## Економіка
В окрузі Магуе розробляється нафта. Це основне родовище у всій країні. Округ виробляє також цемент, бавовну, тканини, тютюн, залізо і бронзу. Славиться магуейська рослинна олія.
Вирощується сезам, земляний горіх, рис, просо, кукурудза, соняшник, квасоля і боби, тютюн, тодді, червоний перець, цибуля і картопля. 
Туристична індустрія не розвинена.
| Прапор М'янми | Це незавершена стаття про М'янму. Ви можете допомогти проєкту, виправивши або дописавши її. |